# إيدي دياز
إيدي دياز (بالإسبانية: Eddy Díaz)‏ هو لاعب كرة قاعدة فنزويلي، ولد في 29 سبتمبر 1971 في باركيسيميتو في فنزويلا.

## وصلات خارجية
- إيدي دياز على موقع دوري كرة القاعدة الرئيسي (الإنجليزية)
- إيدي دياز على موقع الدوري الياباني لكرة القاعدة (الإنجليزية)
- إيدي دياز على موقعبيزبول رفرنس.كوم (الدوري الرئيسي) (الإنجليزية)
- إيدي دياز على موقعبيزبول رفرنس.كوم (الدوري الثانوي) (الإنجليزية)
- إيدي دياز على موقع إي إس بي إن.كوم (أم.أل.بي) (الإنجليزية)
- إيدي دياز على موقع مشجعي الرسوم البيانية (الإنجليزية)